# Sonata per a piano núm. 10 en do major, D 613 (Schubert)
La Sonata per a piano núm. 10 en do major, D 613, és una obra composta per Franz Schubert durant el mes d'abril del 1818. Segons Martino Tirimo, l'Adagio D. 612 seria probablement el moviment central de la sonata. Publicada molts anys després de la mort de Schubert, el 1897.

## Moviments
I. Moderato
En do major. És un fragment (no continua després del desenvolupament amb una cadència implícita en mi major)
(II. Adagio, D. 612)
En mi major
III.
En do major. És un fragment (la part escrita acaba en el que presumiblement és el final del desenvolupament). És com una siciliana.